# Matilda (filme)
Matilda
(bra: Matilda, a Espalha Brasas; prt: Matilda) é um filme de fantasia infantil de 1996, coproduzido e dirigido por Danny DeVito a partir de um roteiro de Nicholas Kazan e Robin Swicord, sendo baseado no romance homônimo de Roald Dahl. O elenco conta com Mara Wilson na personagem-título; enquanto DeVito, Rhea Perlman, Embeth Davidtz e Pam Ferris interpretanm os demais papéis principais.
O filme conta a história de Matilda Wormwood, uma menina prodígio que desenvolve habilidades psicocinéticas e as usa para lidar com sua família disfuncional e a tirânica e abusiva diretora de sua escola. 
Matilda foi lançado nos Estados Unidos em 2 de agosto de 1996, pela Sony Pictures Releasing sob seu selo TriStar Pictures. O filme recebeu críticas positivas dos críticos, com elogios direcionados à sua fidelidade ao romance e à direção de DeVito. Apesar disso, o filme foi uma decepção de bilheteria, arrecadando US$ 47 milhões com um orçamento de US$ 36 milhões; no entanto, Matilda alcançou posteriormente um alto nível de popularidade após ser lançado em home video, ganhando uma legião de fãs e tornando-se um cult.
O filme foi lançado nos Estados Unidos em 2 de agosto de 1996 e foi recebido com críticas geralmente positivas, apesar de arrecadar apenas trinta e três milhões de dólares nas bilheterias, uma vez que o filme custou trinta e seis milhões.

## Enredo
Matilda Wormwood é genial  e possui poderes de telecinésia mas seus pais, Harry e Zinnia, e seu irmão Michael a ignoram e maltratam. Desde a infância, Matilda demonstrou incrível capacidade de aprendizado e desenvolve um forte senso de independência devido a ela ficar sozinha em casa todos os dias da semana quando seu pai está no trabalho, sua mãe está jogando bingo e Michael está na escola. Para passar o tempo, Matilda aprende o caminho para a biblioteca pública para ler livros e encontrar consolo nos mundos de fantasia que os livros oferecem.
Aos seis anos e meio, Matilda começa a perder a paciência com os pais, expressando o desejo de ir à escola, que seus pais recusam descaradamente e a provocam. Em retaliação por seu pai constantemente repreendê-la, ela resolve puni-lo a cada vez, primeiro adicionando água oxigenada ao tônico capilar para deixar o cabelo dele loiro e depois colando o chapéu na cabeça depois de descobrir o negócio clandestino de carros feitos com peças roubadas e manutenção inadequada de seu pai. Coincidentemente, as coisas azaradas começam a acontecer em torno de Harry quando Matilda se irrita com ele. Por exemplo, ao ler uma cópia da biblioteca emprestada de Moby-Dick que Harry rasga (por achar o título do livro ofensivo) e a faz assistir televisão, sua crescente raiva faz com que a televisão exploda de repente.
Harry finalmente cede a Matilda para ir à escola depois de vender um carro para Senhora Agatha Trunchbull, a tirânica diretora de uma escola primária decadente, a Crunchem Hall. Lá, Matilda faz amizade com várias crianças e descobre a natureza violenta de Trunchbull e punições excessivamente severas aos estudantes pela furiosa diretora. Felizmente, a professora de Matilda, a simpática senhorita Jennifer Honey, é uma mulher gentil que adora sua classe e tem um gosto imediato pela natureza gentil e humilde de Matilda, apesar de seu incrível gênio. Ela pede para Trunchbull que Matilda seja transferida para uma classe mais adiantada, mas a diretora se recusa.
Naquela noite, a senhorita Honey visita os Wormwoods para contar-lhes sobre a compreensão genial de Matilda sobre seus trabalhos escolares e sugere que ela seja colocada sob aulas particulares para ser melhor preparada futuramente. Os Wormwoods, no entanto, dispensam  Honey e zombam da ideia de que sua filha seja inteligente o suficiente para a faculdade. No dia seguinte, Trunchbull faz toda a escola assisti-la obrigar um garoto a comer um bolo de chocolate inteiro. Matilda incentiva todos a torcer por ele, que consegue terminar o bolo, porém isso irrita Trunchbull, que coloca todos em detenção por 5 horas. Ao voltar pra casa, Matilda descobre que sua família está sendo vigiada pelos agentes do FBI, Bob e Bill, devido aos negócios ilegais de seu pai, mas seus pais se recusam a acreditar nela, pois os agentes já enganaram Zinnia a pensar que eles são vendedores de lanchas e Harry assume que Zinnia está o traindo com os dois homens.
Matilda logo descobre os "checkups" semanais de Trunchbull para depreciar os estudantes. Como brincadeira, Lavender, uma das amigas de Matilda, coloca um tritão na jarra de água de Trunchbull para assustá-la. Após a descoberta do tritão, Trunchbull acusa Matilda, cuja raiva pela injustiça a leva telecineticamente a inclinar o copo, jogando água em Trunchbull. Depois, Honey convida Matilda para ir à casa dela para tomar um chá. No caminho, eles passam pela casa de Trunchbull e Honey lhes revela um segredo: quando ela tinha dois anos, sua mãe morreu, então seu pai, Magnus, um médico, convidou a meia-irmã de sua mãe, Trunchbull, para viver com eles e cuidar dela. No entanto, Trunchbull abusou dela regularmente enquanto seu pai estava no trabalho; quando a senhorita Honey tinha cinco anos Magnus morreu de um suposto suicídio e deixou tudo para Trunchbull, que Honey suspeita que o matou; eventualmente, ela se mudou para uma pequena cabana onde plantou centenas de flores silvestres. Ela e Matilda se esgueiram para a casa de Trunchbull enquanto ela sai para pegar alguns pertences de Honey, mas o inesperado retorno de Trunchbull leva a uma perseguição de gato e rato, com as quais escapam por pouco sem serem vistas.
Quando os poderes telecinéticos de Matilda se manifestam novamente durante uma discussão com seu pai, ela treina para usá-los por vontade própria, fazendo vários objetos voarem pela casa, para frustrar os agentes do FBI que ameaçam colocar Matilda em um orfanato federal quando prenderem seu pai pelas suas atividades clandestinas. Ela retorna para a casa de Trunchbull e pelo telhado usa sua telecinese para causar estragos na tentativa de assustá-la. Matilda consegue fugir, mas Trunchbull encontra a fita de cabelo de Matilda presa em seu carro, e percebe que ela esteve em sua mansão. No dia seguinte, Matilda revela seus poderes à senhorita Honey, e a senhora Trunchbull visita a classe de Honey novamente para conseguir que Matilda admita sua culpa. Matilda magicamente escreve uma mensagem no quadro negro, posando como o fantasma de Magnus, acusando Trunchbull de assassiná-lo e exigindo que ela devolva a Honey sua propriedade e saia de lá, avisando que a desobediência disto irá resultar em sua morte. Trunchbull fica furiosa e ataca os alunos, mas Matilda os mantém fora de perigo com seus poderes, e juntos eles a forçam a sair da escola permanentemente. Honey, em seguida, se muda de volta para a casa de seu pai e Matilda se torna uma visitante freqüente.
O FBI finalmente descobre provas suficientes para prender Harry e os Wormwoods, que se preparam para fugir para Guam. Eles param na casa da senhorita Honey para pegar Matilda, mas ela se recusa a ir com eles e sugere que Honey a adote. Naquele momento, Zinnia arrependida lamenta não ter compreendido a filha e se arrepende de não tê-la tratado melhor e faz a única coisa amorosa que pode fazer como mãe: assinar os papéis de adoção que Matilda manteve desde que era criança, além de convencer Harry a assiná-los também. Eles fogem e Matilda passa a viver uma vida feliz com Honey, que se torna a nova diretora da escola Crunchem Hall.

## Elenco
| Ator/Atriz          | Personagem                       |
| ------------------- | -------------------------------- |
| Mara Wilson         | Matilda Wormwood                 |
| Danny DeVito        | Harry Wormwood/Narrador          |
| Rhea Perlman        | Zinnia Wormwood                  |
| Embeth Davidtz      | Professora Jenny Honey           |
| Pam Ferris          | Diretora Agatha Trunchbull       |
| Brian Levinson      | Michael Wormwood                 |
| Kiami Davael        | Lavender                         |
| Jacqueline Steiger  | Amanda Thripp                    |
| Kira Spencer Hasser | Hortensia                        |
| Jean Speegle Howard | Srta. Phelps                     |
| Paul Reubens        | Agente do FBI 1                  |
| Tracey Walter       | Agente do FBI 2                  |
| Jon Lovitz          | Apresentador do Million $ Sticky |
| Marion Dugan        | Cozinheira                       |

## Produção
Pam Ferris (senhora Trunchbull) sofreu várias lesões ao fazer o filme. A cena climática em que ela é golpeada pelos apagadores do quadro-negro exigiu que ela mantivesse os olhos abertos, fazendo com que o pó de giz ficasse preso em seus olhos e exigindo várias idas ao hospital para tirar o pó de seus olhos. A cena em que Trunchbull gira Amanda Thripp (Jacqueline Steiger) por suas tranças exigiu um arreio para apoiar a menina, cujos fios foram passados através das tranças e, em seguida, em loop em torno dos dedos de Ferris para dar-lhe aperto. Ao girá-la, a força centrífuga ficou grande demais e rasgou a parte de cima do dedo de Ferris, que acabou levando entre 7 e 8 pontos.
O Crank House, em Altadena, representava a casa da senhora Trunchbull. O exterior da casa de Matilda está localizado em Youngwood Drive, em Whittier, e a biblioteca que ela visita é a Biblioteca Pública de Pasadena, na East Walnut Street, em Pasadena.

## Música
Duas músicas são apresentadas no filme. Uma delas, "Send Me on My Way" de Rusted Root, é tocada duas vezes: quando Matilda, de quatro anos, é deixada sozinha em sua casa, fazendo panquecas, e no final do filme, durante uma montagem de Matilda e da senhorita Honey brincando na antiga casa da senhora Trunchbull. A outra música é "Little Bitty Pretty One", de Thurston Harris, tocada quando Matilda está aprendendo a controlar seus poderes telecinéticos. A trilha sonora original do filme foi composta por David Newman.

## Lançamento

### Recepção
No Rotten Tomatoes, Matilda tem uma avaliação de aprovação de 90% baseado em 21 avaliações com uma nota média de 7.5 / 10. O consenso crítico do site diz: "A versão de Matilda, dirigida por Danny DeVito, é estranha, encantadora e, embora o filme tenha divergido de Roald Dahl, ainda assim capta o espírito do livro".
Roger Ebert elogiou a esquisitice do filme, dando a ele 3 de 4 estrelas, escrevendo: "Trunchbull é o tipo de vilão que as crianças podem gostar, porque ela é ridícula demais para ser levada a sério e no entanto é mesquinha e má, como a bruxa de Branca de Neve. Uma vez que a maioria das crianças tem, em um momento ou outro, o sentimento de que seus pais não são bons o suficiente para eles, elas também podem se espelhar nos pais de Matilda". Caroline Westbrook, em sua crítica para a Empire deu ao filme uma classificação de três estrelas e citou a "direção inteligente de DeVito".
A atriz Daisy Ridley citou Matilda como seu filme favorito.

### Bilheteria
Apesar de receber críticas positivas, o filme só arrecadou US$ 33 milhões, contra um orçamento de US$ 36 milhões nos Estados Unidos.

### Mídia doméstica
O filme foi lançado em VHS e LaserDisc em widescreen em 10 de dezembro de 1996 pela Columbia TriStar Home Video. Em 1997, Matilda foi lançado em DVD de dupla face contendo versões em tela cheia e widescreen do filme. Em 2005, a versão em tela cheia foi relançada como um DVD de edição especial.
Em 2013, Mara Wilson e seus colegas mirins do elenco filme se reuniram para celebrar o décimo sétimo aniversário da produção para promoverem o lançamento do Blu-ray do longa; as cenas do encontro do elenco integraram o bônus do Blu-ray.